# Cuestión de los búlgaros
Se conoce como Cuestión de los Búlgaros a la disputa por la administración canónica de la incorporación de los pueblos eslavos de los Balcanes al cristianismo, y que enfrentó al Patriarcado Ecuménico con la Santa Sede, y que fue uno de los factores que condujeron al Cisma de Oriente.
- Datos: Q5794049